# Mont-de-Laval
Mont-de-Laval település Franciaországban, Doubs megyében. Lakosainak száma 190 fő (2022. január 1.). Mont-de-Laval Plaimbois-du-Miroir, Montbéliardot, Le Luhier, Laval-le-Prieuré, Consolation-Maisonnettes, Guyans-Vennes, La Bosse és Le Bizot községekkel határos.

## Népesség
A település népességének változása:
| Lakosok száma | 174  | 171  | 161  | 171  | 179  | 173  | 177  | 179  | 185  | 190  |
|               | 1968 | 1982 | 1990 | 2006 | 2013 | 2015 | 2017 | 2019 | 2020 | 2022 |